# Приподнимание шляпы

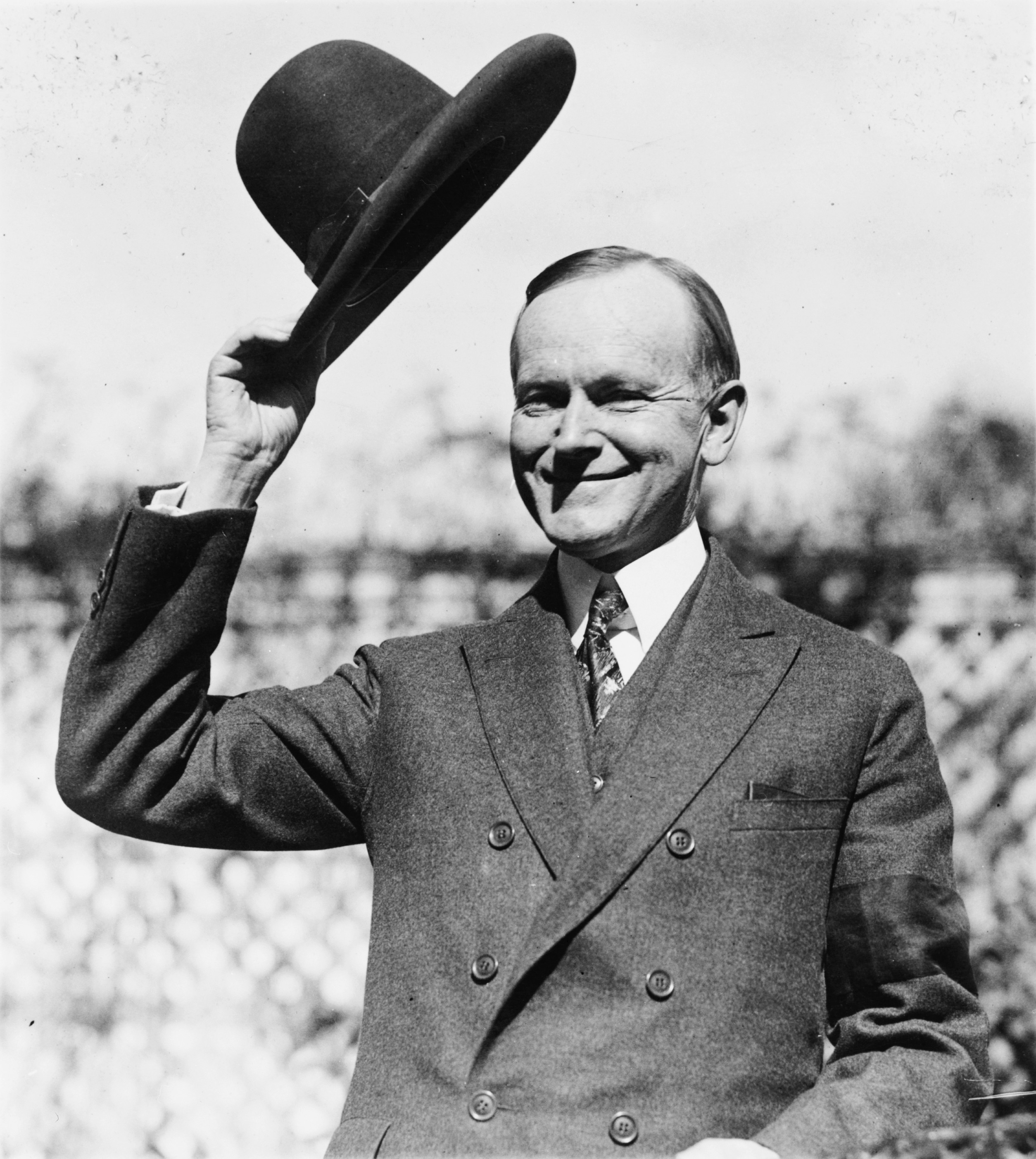
Президент США Кэлвин Кулидж, 1924

Приподнимание шляпы используется для выражения признания, уважения, благодарности или простого приветствия между двумя людьми.

## Традиционное использование
В западных обществах XIX-начала XX веков приподнимание шляпы было обычным невербальным приветствием между друзьями или знакомыми во время прогулки или общественного мероприятий. Как правило, двое мужчин (женщины редко носили шляпы) приподнимали или наклоняли шляпы друг к другу, а не обменивались словами приветствия. Там, где ритуал использовался, чтобы подчеркнуть социальную дистанцию, подчиненный был обязан сделать более сложный жест, например, полностью снять шляпу, в то время как начальник мог просто коснуться ее. Считается, что военное приветствие возникло как стилизованное приподнимание шляпы; тогда как гражданское лицо может ответить настоящим приподниманием. В современности приподнимание шляпы было заменено кивком. Если один человек кивает другому, тот должен ответить или обычным кивком вверх, или с формальным кивком вниз.
Эрвинг Гоффман подчеркнул роль приподнимания шляпы как средства для закрытия встреч между мужчиной и женщиной и восстановления тем самым обеих сторон в состоянии гражданского невнимания. Он также предположил, что приподнимание шляпы использовалось для приветствия незнакомца, а эквивалентным приветствием для знакомых был поклон.
По мнению Десмонда Морриса, приподнимание шляпы является модификацией (символической) позы покорности — уменьшение высоты тела путем снятия шляпы — «token token».

## Метафора
В 1929 году мультипликатор Джимми Хатло начал благодарить читателей, которые предлагали забавную идею для комикса фразой «Спасибо и приподнимаю шляпу Хатло [имя]» в нижней части своего раздела комиксов They’ll Do It Every Time. Он продолжал благодарить таким образом до своей смерти в 1963 году.
В 2000-х годах термин «hat tip» (приподнять шляпу) (часто сокращается до «HT», «H / T» или «h / t») приобрёл широкую известность в англоязычной блогосфере как знак признания тех, кто внёс значительный вклад или обратил внимание на что-то новое или интересное. При обмене ссылками или новостями считается хорошим этикетом приподнять шляпу человеку, от которого вы узнали об этом предмете. Онлайновые версии Wall Street Journal и The New York Times регулярно приподнимают шляпу пользователям, которые дают идеи для статей.